# Olhos de Ressaca
Olhos de Ressaca é um curta-metragem brasileiro de 2009, dirigido por Petra Costa.

## Sinopse
Vera e Gabriel estão casados há sessenta anos. Em Olhos de Ressaca, eles divagam acerca da própria história: os primeiros flertes, o nascimento dos filhos, a vida e o envelhecer. Neste rememorar, imagens de arquivo familiar se confundem com imagens do presente, tecendo um universo afetivo e onírico. Através de impressões e relatos o filme sugere um diário pessoal e existencial acerca do amor e da morte.

## Elenco
- Gabriel Andrade [3]
- Vera Andrade [3]

## Prêmios
| Ano  | Prêmio                                             | Categoria                               |
| ---- | -------------------------------------------------- | --------------------------------------- |
| 2009 | Festival do Rio                                    | Melhor Curta-Metragem                   |
| 2009 | Festival de Gramado                                | Prêmio Especial do Júri                 |
| 2009 | Festival de Gramado                                | Prêmio do Público                       |
| 2009 | Vitória Cine Vídeo                                 | Melhor Montagem                         |
| 2009 | Festival Internacional de Cinema de Itu            | Melhor Roteiro                          |
| 2009 | Goiania Mostra de Curtas                           | Melhor Filme                            |
| 2009 | Mostra Internacional de Cinema de São Paulo        | 10 Favoritos do Público                 |
| 2009 | Festival Internacional de Curtas de São Paulo      | Prêmio Aquisição Espaço Unibanco        |
| 2009 | Festival Internacional de Curtas de São Paulo      | Prêmio SescTv para Diretores Estreantes |
| 2009 | Festival Internacional de Curtas do Rio de Janeiro | Prêmio ASCINE-RJ                        |
| 2010 | Cine Las Americas International Film Festival      | Melhor Curta Documentário               |
| 2010 | Curta Cabo-Frio                                    | Melhor Curta Documentário em 35mm       |
| 2010 | New England Festival of Ibero American Cinema      | Melhor Curta                            |
| 2011 | London International Documentary Festival          | Melhor Curta                            |